# Stana Katić

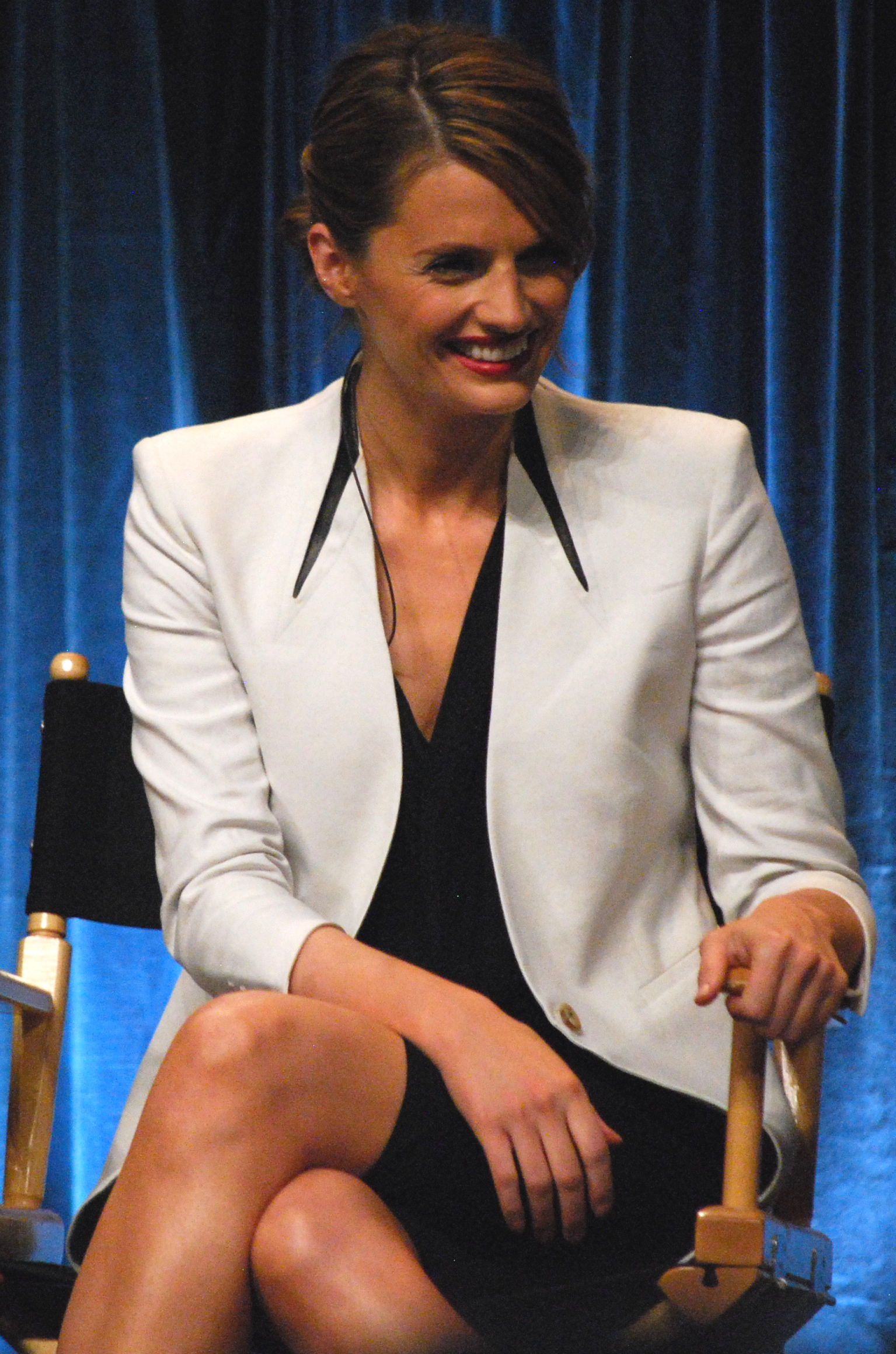
Stana Katić (2012)

Stana Katić (* 26. April 1978 in Hamilton, Ontario) ist eine kanadisch-US-amerikanische Schauspielerin.

## Leben
Stana Katić wurde als Tochter jugoslawischer Immigranten aus Kroatien (Dalmatien) in Ontario geboren und zog mit ihrer Familie kurze Zeit später nach Illinois. 1996 schloss sie die West Aurora High School ab und studierte anschließend an The Theatre School at DePaul University in Chicago. Katić heiratete am 25. April 2015 ihren langjährigen Lebensgefährten Kris Brkljač in Kroatien.
Katić und ihr Ehemann wurden im Winter 2021/22 erstmals Eltern.

## Karriere
Katić spielte in diversen Film- und Fernsehserien, vorwiegend in den USA, wie beispielsweise in The Shield – Gesetz der Gewalt, The Closer, CSI: Miami, JAG – Im Auftrag der Ehre, Emergency Room – Die Notaufnahme und 24 mit. Von 2009 bis 2016 war sie als Detective Kate Beckett in der Krimiserie Castle zu sehen. In der achten Staffel war sie dort auch als Fernsehproduzentin tätig.
2011 lieh Katić dem Comic-Charakter Talia al Ghul in der englischen Originalversion des Videospiels Batman: Arkham City ihre Stimme.
Am 26. September 2016 trat Stana Katić in New York in dem Solo-Performance-Stück White Rabbit Red Rabbit auf, einem experimentellen Stück des iranischen Schriftstellers Nassim Soleimanpour; der Darsteller bekommt das Skript zum ersten Mal auf der Bühne übergeben und muss es selber interpretieren.
Am 16. Juni 2017 wurde in Monaco beim Festival de Télévision zum Auftakt des Festivals Stana Katićs neue Serie Absentia ausgestrahlt. In dieser Serie spielt sie die FBI-Agentin Emily Byrne, die sechs Jahre verschwunden war und ohne Erinnerungen wieder auftaucht. Stana Katić ist nicht nur Hauptdarstellerin, sondern auch Executive Producer der Serie, die von Sony Pictures Televisions Networks AXN produziert wurde. In einer Folge der neuen Krimiserie Murder in a Small Town übernimmt sie eine Gastrolle.

## Filmografie (Auswahl)
- 1999: Acid Freaks
- 2003: Shut-Eye
- 2004: The Shield – Gesetz der Gewalt (The Shield, Fernsehserie, 2 Episoden)
- 2004: JAG – Im Auftrag der Ehre (JAG, Fernsehserie, Episode 10x05 Im Kreuzfeuer)
- 2004: Alias – Die Agentin (Alias, Fernsehserie, Episode 3x15)
- 2005: The Closer (Fernsehserie, Episode 1x03)
- 2005: Emergency Room – Die Notaufnahme (ER, Fernsehserie, Episoden 12x04/05)
- 2005: Pit Fighter
- 2006: 24 (Fernsehserie, 3 Episoden)
- 2006: Dragon Dynasty
- 2006: Brothers & Sisters (Fernsehserie, Episode 1x01)
- 2007: Heroes (Fernsehserie, Episoden 1x16, 1x20)
- 2007: CSI: Miami (Fernsehserie, Episode 6x05 Multiple Motive)
- 2007: The Unit – Eine Frage der Ehre (The Unit, Fernsehserie, Episode 3x09)
- 2007: Zauber der Liebe (Feast of Love)
- 2008: Would Be Kings (Miniserie)
- 2008: Stiletto
- 2008: The Spirit
- 2008: James Bond 007: Ein Quantum Trost (Quantum of Solace)
- 2008: The Quest – Der Fluch des Judaskelch (The Librarian: Curse of the Judas Chalice)
- 2009–2016: Castle (Fernsehserie, 172 Episoden)
- 2010: For Lovers Only
- 2010: Truth About Kerry
- 2011: The Double – Eiskaltes Duell (The Double)
- 2013: CBGB
- 2013: Big Sur
- 2016: Sister Cities
- 2016: The Rendezvous
- 2016: Lost in Florence
- 2016: Bookaboo (Fernsehserie, Episoden Der unsichtbare Bill, Bookaboos Silvester-Special)
- 2017–2020: Absentia (Fernsehserie, 30 Episoden)
- 2018: The Possession of Hannah Grace
- 2019: Spion aus Berufung (Liberté: A Call to Spy)
- 2024: Murder in a Small Town  (Fernsehserie, Episode 1x03)

## Auszeichnungen
- 2011: TV Guide Award in der Kategorie Beliebtestes Filmpaar (gemeinsam mit Nathan Fillion für ihre Rolle in Castle)
- 2012: TV Guide Award in der Kategorie Beliebtestes Filmpaar (gemeinsam mit Nathan Fillion für ihre Rolle in Castle)
- 2012: Prism Awards in der Kategorie Leistung in einer Episode (Drama) (für ihre Rolle in Castle)
- 2013: TV Guide Award in der Kategorie Beliebtestes Filmpaar (gemeinsam mit Nathan Fillion für ihre Rolle in Castle)
- 2014: People’s Choice Award in der Kategorie Beliebteste Fernsehschauspielerin (Drama) (für ihre Rolle in Castle)
- 2015: People’s Choice Award in der Kategorie Beliebteste Fernsehschauspielerin (Krimi Drama) (für ihre Rolle in Castle)
- 2016: People’s Choice Award in der Kategorie Beliebteste Fernsehschauspielerin (Krimi Drama) (für ihre Rolle in Castle)